# Fuller Heights
Fuller Heights es un lugar designado por el censo ubicado en el condado de Polk en el estado estadounidense de Florida. En el Censo de 2010 tenía una población de 8.758 habitantes y una densidad poblacional de 644,95 personas por km².

## Geografía
Fuller Heights se encuentra ubicado en las coordenadas 27°55′10″N 81°59′27″O / 27.91944, -81.99083. Según la Oficina del Censo de los Estados Unidos, Fuller Heights tiene una superficie total de 13.58 km², de la cual 12.6 km² corresponden a tierra firme y (7.19%) 0.98 km² es agua.

## Demografía
Según el censo de 2010, había 8.758 personas residiendo en Fuller Heights. La densidad de población era de 644,95 hab./km². De los 8.758 habitantes, Fuller Heights estaba compuesto por el 81.98% blancos, el 8.63% eran afroamericanos, el 0.22% eran amerindios, el 1.8% eran asiáticos, el 0.05% eran isleños del Pacífico, el 4.46% eran de otras razas y el 2.85% pertenecían a dos o más razas. Del total de la población el 20.07% eran hispanos o latinos de cualquier raza.